# Mendidius sijazovi
Mendidius sijazovi är en skalbaggsart som beskrevs av Lebedev 1932. Mendidius sijazovi ingår i släktet Mendidius och familjen Aphodiidae. Inga underarter finns listade i Catalogue of Life.